# Critomolgus actiniae
Critomolgus actiniae is een eenoogkreeftjessoort uit de familie van de Rhynchomolgidae. De wetenschappelijke naam van de soort is voor het eerst geldig gepubliceerd in 1880 door Della Valle.